# Калашников, Михаил Георгиевич
Михаил Георгиевич Калашников (6 (18) июля 1886, г. Темир-Хан-Шур, Российская империя — 21 мая 1969, Москва, СССР) — русский и советский архитектор-художник, заслуженный деятель искусств Грузинской ССР (1947). С 1917 по 1957 годы жил и работал в Тбилиси. Внес значительный вклад в изучение древнего грузинского и армянского зодчества.

## Биография
Родился 18 (6) июля 1886 года в г. Темир-Хан-Шуре (ныне Буйнакск, Дагестан) в семье военного врача. В 1887 году отца командировали в Боржоми, затем в Ахалцихе. Квартира Калашниковых находилась в Ахалцихской крепости, которая произвела на юного М. Г. Калашникова неизгладимое впечатление.
В 1894 году семья переехала в Тифлис. В 1904 году по окончании Тифлисского реального училища М. Г. Калашников поступил в Институт гражданских инженеров в Санкт-Петербурге. В 1910 году, неудовлетворенный качеством обучения, он перешёл в Высшее художественное училище при Императорской Академии художеств, где с конца 1914 г. занимался в мастерской ректора Л. Н. Бенуа. В 1917 году под его руководством М. Г. Калашников защитил дипломный проект «Военно-исторический музей в столице», получив звание архитектора-художника.
Ещё с первого курса Института гражданских инженеров М. Г. Калашников начал работать, сначала чертежником, затем помощником у различных архитекторов: А. С. Рогойского в Тбилиси, Е. Ф. Шреттера, В. А. Щуко, И. А. Фомина и других в Санкт-Петербурге. Позднее архитектор признавал, что на его формирование как художника огромное влияние оказала художественная атмосфера Санкт-Петербурга начала XX века, выставки объединения «Мир Искусства».
По окончании Академии художеств М. Г. Калашников вернулся в Тифлис, где на протяжении сорока лет работал в различных проектных организациях, в основном по договорам.
Параллельно с архитектурным проектированием начал работать в Кавказском историко-археологическом институте сначала художником-архитектором, а с 1922 по 1931 годы — штатным ученым архитектором в кабинете фиксации памятников феодальной эпохи. Среди его коллег в те годы академик Н. Я. Марр (руководитель института), Д. П. Гордеев, С. Д. Лисициан, Л. М. Меликсет-Беков, Э. С. Такаишвили, С. В. Тер-Аветисян, Г. Н. Чубинашвили, Г. Ф. Чурсин и др. С искусствоведом Д. П. Гордеевым М. Г. Калашникова связывала не только общая работа, но и теплые дружеские отношения, которые поддерживались на протяжении всей жизни. С начала 1920-х годов М. Г. Калашников тесно сотрудничал и дружил с художником Е. Е. Лансере.
С 1938 по 1957 годы М. Г. Калашников — консультант-архитектор в Отделе по охране памятников культуры Управления по делам искусств при Совете народных комиссаров Грузинской ССР, занимается изучением и ремонтом памятников архитектуры.
В 1945 г. награждён орденом «Знак Почёта» и медалью «За доблестный труд». В 1947 году удостоен звания «Заслуженный деятель искусств Грузинской ССР».
М. Г. Калашников оставил обширное живописное наследие, выполнив большое количество акварельных работ, в основном пейзажей (виды Тбилиси, Мцхеты, Икорты), некоторые по заказу Музея изобразительных искусств им. Шалва Амиранашвили.
В 1957 году М. Г. Калашников по семейным обстоятельствам был вынужден переехать в Москву, где скончался 21 мая 1969 года. Похоронен на Химкинском кладбище.
Большинство работ М. Г. Калашникова (акварели, архитектурная графика, фотонегативы и фотоотпечатки) хранится в Грузинском национальном музее (Тбилиси).

## Семья
Отец — Георгий Григорьевич Калашников (1848—1912) — военный врач.

Мать — Нина Викентьевна Калашникова (ур. Карпович, 1856—1943) — преподаватель музыки (фортепиано).

Сестры:
- Елена Георгиевна Калашникова (25.VI.1880- 21.IV.1950) — врач, в 1910-е годы выехала с сестрой в Швейцарию, позднее переехала в Италию.
- Евгения Георгиевна Калашникова (12.II.1881-30.VIII.1953) — певица, в 1910-е годы выехала с сестрой в Швейцарию, позднее переехала в Италию.
- Татьяна Георгиевна (1897—1941) — художник, жена арабиста, лингвиста, подполковника, графа Николая Сергеевича Каменского (1898—1951)[7].

Первая жена — Софья Михайловна Калашникова (ур. Конашевич, ? — 1941) — родная сестра художника Владимира Михайловича Конашевича (1888—1963).

Дети:
- Вера Михайловна Калашникова-Жук (1917 — ?) — архитектор, жена архитектора Александра Владимировича Жука (1917—2008).
- Елена Михайловна Калашникова (1918/1919 — 1942) — археолог.

Вторая жена — Евгения Давыдовна Эрн (ур. Векилова, 1886—1972), в первом браке — жена философа Владимира Францевича Эрна (1882—1917).

Падчерица — Ирина Владимировна Эрн (1909—1991), архитектор и искусствовед, жена архитектора Дмитрия Валерьевича Фомина (1902—1974).

## Архитектурные проекты
С 1913 по 1940 годы архитектором М. Г. Калашниковым было выполнено свыше 100 проектов различных зданий и сооружений, из которых 21 был осуществлен. В своем творчестве он остался верен классическому стилю архитектуры, стремился адаптировать его к реалиям современности, одновременно предпринимая попытки освоения грузинского архитектурного наследия. Наиболее значительной своей постройкой считал 100-квартирный жилкомбинат на Площади Героев Советского Союза в Тбилиси.

## Осуществленные проекты и постройки
- Оформление расширения пассажирского здания вокзала на станции Тифлис (1918—1919). Не сохранилось.
- Здания водонапорной башни, вокзала, блок-поста и жилых домов на станции Гори (1921). Не сохранилось.
- Здание туберкулезного санатория в Либани (1925)
- Здание театра в Хашури (1927)
- Здание железнодорожного вокзала на станции Сардарапат (Армения, 1927)
- Усыпальница семьи Сканциани в селе Agliate (Италия, 1928)
- Здание Тропического института Наркомздрава в Тифлисе (1929)
- Надстройка здания Института путей сообщения на проспекте Плеханова в Тифлисе (1930/1932).
- Перестройка здания Бактериологического института на ул. Мачабели в Тифлисе (1931—1932)
- Надстройка здания Грузмаслотреста по ул. Дзержинского, 1 в Тифлисе (1931—1932)
- Надстройка здания Госбанка на ул. Дзержинского в Тифлисе (1931—1932)
- Жилой дом Управления Грузстроя по Исполкомовской ул., 2 при участии Н. М. Тоидзе (1933—1934)
- Административное здание с магазином по ул. Кирова, 2 в Тифлисе (1934)
- Жилой дом с магазинами на проспекте Плеханова, 147 в Тифлисе (1935)
- Оформление фасадов ванного здания Бальнеологического курорта в Тифлисе в соавторстве с Н. Ф. Паремузовой (1935)
- 100-квартирный жилкомбинат на Площади Героев Советского Союза в Тбилиси (1939). Эскизный проект составлен в соавторстве с Н. П. Северовым.
- Дом Патриарха Грузии на улице Сиони в Тбилиси (1942—1944). При постройке внешний вид сильно искажен.
- Колокольня Сионского собора в Тбилиси (1946).
- Надстройка дома № 12 по спуску Элбакидзе в Тбилиси для Управления «Грузшахтострой». (1947)
- Перестройка здания санатория ВЦСПС № 1 в Цхалтубо (1950)
- Перестройка здания санатория ВЦСПС № 2 в Цхалтубо — частично осуществлен, сильно искажен при постройке (1952—1953)

## Избранные неосуществленные проекты
- Проект внутренней отделки актового зала Тифлисского университета (1920—1921)
- Мусульманская школа в Тифлисе (1923)[8]
- Музей Грузии в Тифлисе (1923)
- Мост через реку Кура в Мцхета в соавторстве с инженером П. Е. Соловьевым (1924)[9]
- Здание Рицеульской ГЭС (1925)
- Здание Кутаисской ГЭС (1925)[9]
- Здание Меквенской ГЭС (1925)
- Здание Совнаркома Грузии в Тифлисе в соавторстве с А. О. Таманяном (1925)
- Проект театра-клуба на станции Ленинакан (1926)
- Архитектурное оформление моста Челюскинцев через реку Кура в Тифлисе (1927) — проект положен в основу окончательного варианта.
- Стадион «Динамо» в Тифлисе — конкурсный проект в соавторстве с Д. В. Фоминым (1933)
- Институт марксизма-ленинизма в Тифлисе — конкурсный проект в соавторстве с Д. В. Фоминым и И. В. Эрн (1933)
- Дом Правительства в Тифлисе в соавторстве с М. Н. Непринцевым, Н. М. Тоидзе и Ш. С. Тулашвили — конкурсные проекты (1933—1936).
- Проект жилого дома на 200 квартир на площади Челюскинцев в Тифлисе в соавторстве с архитектором Н. М. Тоидзе, при участии И. В. Эрн и Б.Карбина (1935).
- Фонтан в Пушкинском сквере в Тифлисе (1935)
- Проект 38-квартирного дома киностудии в Тбилиси (1939) — строительство дома прекратилось из-за начала Великой Отечественной войны, в послевоенный период не возобновлено.
- Дворец молодежи в Тбилиси — конкурсный проект в соавторстве с А. Г. Курдиани (1938)
- Музей искусств «Метехи» в Тбилиси в соавторстве с С. Х. Сатунцем (1939)
- Памятник защитникам Сталинграда — конкурсный проект (1944)
- Памятник защитникам Кавказа — конкурсный проект (1946)
- Административное здание треста «Грузуголь» в Тбилиси в соавторстве с архитектором Н. Ф. Паремузовой (1946)
- Проекты перестройки гостиницы, казино, мотеля и санатория в Кобулети (1955)
- Проект жилого дома в 3-4-5 этажей для 4-го климатического пояса — открытый всесоюзный конкурс на типовые проекты (1956)

Кроме того, М. Г. Калашников участвовал в разработке проектов и постройках:
- Разработка рабочих чертежей и наблюдение за строительством здания Совнаркома Закавказской СФСР (совр. ул. 9 апреля, 4) в Тифлисе по проекту архитектора Н. П. Северова (1930)
- Участие в проектировании и наблюдение за строительством здания Военной академии имени М. В. Фрунзе в Москве по проекту академика архитектуры Л. Б. Руднева в качестве его заместителя (1933)
- Участие в разработке проекта Дома правительства Грузинской ССР архитектора В. Д. Кокорина (1934—1935).

## Обмеры памятников архитектуры
```

```

К I9I0-м годам относятся первые самостоятельные работы М. Г. Калашникова по фиксации памятников средневековой архитектуры Грузии: церкви и колокольни монастыря Гударехи (XIII в.) в 1911 г. и памятников Кахетии — церковь Квелацминда (VIII—IX вв.) в Гурджаани, церковь Вачнадзиани (IX в.) и монастырский комплекс Санагире (X—XI вв.) в 1912—1913 годах. 33 картона с обмерами, сделанными в этих экспедициях, были в 1913 г. приобретены для музея Императорской Академии художеств.
В течение 1920—1940-х годов М. Г. Калашников произвел обмеры множества памятников древнегрузинского зодчества, среди которых такие значительные, как храмы в Атени и Цроми (VII в.), монастырь Дзвели Шуамта (V—VII вв.), церкви в Икорта (XI в.),Тимотесубани (XIII в.), Питарети (XIII в.), Бетаниа (XIII в.), Кинцвиси (XII—XIII вв.), Тисели (XIV—XV вв.). Кроме того, многочисленные памятники Кахетии (культовые, оборонные, хозяйственные), отдельные объекты в Западной Грузии, в частности, крестьянские жилища в Вани, оборонные сооружения в Цагери и другие.
В 1925—1926 годах в составе экспедиции Кавказского историко-археологического института участвовал в обследовании памятников в ущелье реки Дебеда-Чай, в 1927—1929 годах продолжил исследование этого района, занимаясь фотофиксацией и обмерами памятников средневековой армянской архитектуры: крепости и монастыря Ахтала, монастыря Макараванк (X—XIII вв.), монастырского комплекса в деревне Киранц (XIII в.) и церкви в селе Воскепар (VI—VII вв.). Также им были исследованы объекты христианской и мусульманской архитектуры в населенных пунктах Старая Джульфа (Джуга) и Хараба-Гилан вдоль реки Аракс и её притоков на границе с Ираном. В обмерах в Ахтале, храмов в Тимотесубани, Питарети, Бетания и Кинцвиси, некоторых объектов в Зап. Грузии и Кахетии принимала участие его падчерица, будущий архитектор И. В. Эрн.
Во время Великой Отечественной войны, зимой 1941—1942 и 1942—1943 годов М. Г. Калашников был командирован в предгорья Кавказа на границу с Турцией с целью фиксации памятников старины, которые могли пострадать от военных действий. За эту работу был награждён медалью «За оборону Кавказа».
После войны М. Г. Калашников исследовал левобережную Кахетию, где описал и обмерил памятники Греми (замок на скале), Лопотского ущелья до Кавказского хребта, а также культовые, оборонные и хозяйственные постройки в селе Шилда. Последними работами Калашникова по фиксации памятников архитектуры Грузии стали обмеры монастыря вблизи деревни Икалто (VI—XII вв.), церкви и крепости села Икорта (XI в.) и обследование комплекса сооружений в районе села Дзегви: городища, церквей (XVII в. с включениями плит VII в.), а также обнаруженных рядом остатков архитектурных элементов античного периода.
М. Г. Калашников неоднократно выступал в Союзе архитекторов Грузии с докладами, касавшимися проблем архитектурного наследия страны. Тексты выступлений сохранились в его личном архиве.

## Память
В 2006 году в Москве в Клубе на Брестской состоялась выставка «Рельефы Грузии — рельефы Памяти», приуроченная к 120-летию со дня рождения М. Г. Калашникова. На ней экспонировались фотографии, выполненные архитектором в 1920-х годах, а также современные «рельефы» художника Б. П. Кочейшвили.
В 2011 году в Музее истории Тбилиси (Карвасла) прошла выставка, посвященная 125-летию со дня рождения М. Г. Калашникова. На экспозиции были представлены произведения художника-архитектора из фондов Национального музея Грузии, фотодокументы и образцы архитектурного планирования из семейного архива Калашниковых-Фоминых.